# Panzerkampfwagen VI Tiger
Der Panzerkampfwagen VI Tiger war ein schwerer deutscher Panzer, der vom Alleinhersteller Henschel in Kassel von 1942 bis 1944 gefertigt und von der Wehrmacht ab Spätsommer 1942 eingesetzt wurde. Aufgrund seiner starken Hauptwaffe und des hohen Panzerschutzes war der Tiger einer der kampfstärksten Panzer des Zweiten Weltkrieges.
Als schwerwiegende Nachteile galten neben der konventionellen Form – ohne geneigte Panzerung – eine aufwendige Herstellung, die geringe Fahrreichweite, eine schwierige Bergung aufgrund des hohen Gewichts sowie eine komplizierte und dementsprechend störanfällige Technik in Verbindung mit einem hohen Instandsetzungsbedarf, was die Mobilität des Panzers erheblich einschränkte. Infolgedessen gingen mehr Fahrzeuge durch mechanische Defekte und Selbstzerstörung als durch direkte Feindeinwirkung verloren.
Obwohl die strategische Bedeutung des Tigers aufgrund der niedrigen Produktionszahl von nur 1350 Exemplaren gering war, ist er einer der bekanntesten Panzer des Krieges.

## Entwicklungsgeschichte

### Vorstufen

Übersicht über die verschiedenen VK-Prototypen

Obwohl der eigentliche Konstruktionsauftrag für den Tiger erst im Frühjahr 1941 vergeben wurde, lässt sich die Entwicklungsgeschichte bis ins Jahr 1937 zurückverfolgen. Damals bekam das Kasseler Unternehmen Henschel vom Heereswaffenamt den Auftrag, einen Infanterie-Unterstützungspanzer in der 30-t-Klasse als Nachfolger für den Panzerkampfwagen IV zu entwickeln. Der als Durchbruchwagen „DW 1“ bezeichnete Prototyp sollte als Hauptwaffe die auch im Panzer IV verwendete 7,5-cm-KwK 40 Kampfwagenkanone besitzen. Nach dem Bau eines Fahrgestelles wurden die Versuche 1938 eingestellt, da ein neuer Auftrag für den nur minimal veränderten Nachfolger „DW 2“ vorlag, von dem Henschel ebenfalls nur ein Fahrgestell produzierte.
In der Zwischenzeit beschäftigte sich Henschel auch mit einem 65 t schweren Nachfolger des Neubaufahrzeuges in Form des „VK 65.01“, der – wie der spätere Tiger – eine Frontpanzerung von 100 mm und eine Seitenpanzerung von 80 mm besaß und dessen Bewaffnung ebenfalls aus der kurzen 7,5-cm-Kanone bestand.
Nachdem das Heereswaffenamt neue Grundanforderungen festgelegt hatte, reichte Henschel – neben MAN, Daimler-Benz und Porsche – einen überarbeiteten Vorschlag des DW 2 unter der Bezeichnung „VK 30.01 (H)“ ein (VK für Vollketten-Kraftfahrzeug). Von den drei gebauten Fahrgestellen wurde eines bis Kriegsende betriebsinternen Versuchen unterzogen, während die anderen zwei als Chassis für die Panzerselbstfahrlafette für 12,8-cm-Kanone 40 dienten. Gleichzeitig entstand bei Henschel der „VK 36.01 (H)“, der aufgrund einer Forderung Hitlers nach höherer Panzerung und stärkerer Bewaffnung entwickelt wurde und als direkter Vorläufer des Tigers gilt. Ein auffälliger Unterschied war das nicht über das Laufwerk hängende Panzerkastenoberteil. Bei einer Frontpanzerung von 100 mm und einer Seitenpanzerung von 60 mm betrug das Gewicht knapp 40 Tonnen. Die Hauptwaffe sollte aus einer 7,5-cm-Kanone mit konischem Rohr bestehen. Die vier hergestellten Fahrgestelle dienten später als Schleppfahrzeuge.

### Prototypen
Nachdem der Mangel an Wolfram die Verwendung der konischen Waffe ausschloss und die kurze Kanone des Panzer IV in den ersten Gefechten nur unbefriedigende Durchschlagsleistungen aufwies, erteilte das Heereswaffenamt (HWA) am 26. Mai 1941 mit dem „VK 45.01“ den endgültigen Entwicklungsauftrag an Henschel und Porsche für den späteren Tiger. Der Kampfwagen in der 45-t-Klasse sollte stärker als bisher gepanzert sein und die als Acht-Acht bekannte Flugabwehrkanone als Hauptwaffe besitzen. Da die Vorführung des Prototyps am Geburtstag Hitlers am 20. April 1942 stattfinden sollte, griffen beide Unternehmen angesichts der knappen Zeit auf Bauteile ihrer vorangegangenen Entwicklungen zurück. Infolge des erhöhten Bedarfs solcher Kampfwagen kurz nach Beginn des Russlandfeldzuges bestellte die Wehrmacht schon im Sommer 1941 die Fahrzeuge vom Reißbrett weg und vergab Bauaufträge für 90 Panzer von Porsche und 60 von Henschel.

Prototyp des Porsche-Tigers

Einen unkonventionellen Entwurf stellte der von Professor Ferdinand Porsche konstruierte und auch Porsche-Tiger genannte VK 45.01 (P) mit seinem benzinelektrischen Antrieb dar, bei dem zwei jeweils 320 PS starke Zehnzylindermotoren zwei Generatoren antrieben, mit deren Strom die zwei an den hinteren Antriebsrädern angeflanschten Elektromotoren gespeist wurden. Große Nachteile waren der hohe Bodendruck des Fahrzeuges, die geringe Reichweite im Gelände von nur 50 km und technische Schwierigkeiten mit den luftgekühlten Motoren.
Da beim VK 36.01 von Henschel nach dem Wegfall der konischen Kanone der Turmdrehkranz für den jetzt einzusetzenden – und ursprünglich für den Porsche-Tiger konstruierten – Krupp-Turm mit seiner 8,8-cm-Kanone zu klein war, musste das Chassis vergrößert werden. Da zusätzlich eine Verstärkung der Panzerung erfolgte, überschritt die Gesamtmasse des Kampfwagens die vorgegebene Gewichtsgrenze um 12 Tonnen.
Daneben projektierte Henschel noch eine weitere Ausführung mit einem Turm von Rheinmetall-Borsig, der fast baugleich mit dem Turm des Panthers war und auch dessen überlange 7,5-cm-Kanone besitzen sollte. Nach dem Bau eines Holzmodells wurde dieser Plan zu den Akten gelegt.
Die Erprobung der Prototypen erfolgte bei der Versuchsstelle für Kraftfahrt (Verskraft) in Kummersdorf und auf dem Truppenübungsplatz Senne bei der Henschel Panzerversuchsstation 96 in Haustenbeck. Bei Letzterer fanden neben Fahr- und Schießerprobungen auf dem Truppenübungsplatz auch die Prüfungen für gasdichte Panzerfahrzeuge in Sondergebäuden sowie Dichtigkeitsprüfungen in Tauchdurchfahrtsbecken statt.
Prototypen-Vorführung
Nur unter größten Anstrengungen konnten der Henschel- und der im Nibelungenwerk hergestellte Porsche-Prototyp zum angegebenen Termin fertiggestellt werden. Ohne jegliche Tests hatten beide Fahrzeuge insgesamt erst wenige Meter zurückgelegt. Da der Henschel-Panzer über das Lademaß des Eisenbahnwaggons herausragte, musste die Strecke von Kassel bis zum Führerhauptquartier Wolfsschanze in Ostpreußen für den Gegenverkehr gesperrt werden. Angesichts der persönlichen Freundschaft zwischen Porsche und Hitler widmete dieser von vornherein dem Porsche-Prototyp die volle Aufmerksamkeit, während er dem Prototyp von Henschel fast gar keine Beachtung schenkte. Bei den anschließenden Versuchsfahrten fiel der Porsche-Tiger schon auf der Straße aus, während das Henschel-Fahrzeug trotz kleiner technischer Defekte auch leichte Geländefahrten absolvieren konnte.
Produktionsentscheidung

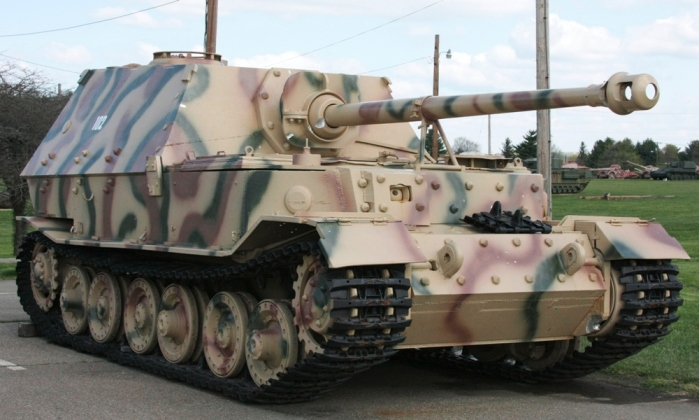
Die Porschewannen wurden später zum Elefant umgebaut

Trotz schwerer Bedenken bezüglich des ungewöhnlichen und noch nicht ausgereiften Antriebes des Porsche-Tigers bestand Hitler auf der Weiterführung beider Projekte. Im Sommer 1942 erfolgten umfangreiche Testfahrten bei der Versuchsstelle für Kraftfahrt, bei denen der Henschel-Tiger bis Ende Juli knapp 1000 km zurücklegte. Das Fahrzeug galt aber aufgrund zahlreicher Kinderkrankheiten noch nicht als frontreif. Aufgrund andauernder Motorprobleme verzögerte sich die Ankunft des Porsche-Tigers, der in der folgenden Versuchsfahrt in schwerem Gelände vollständig versagte. Daraufhin wurden Porsche weitere drei Monate für eine Überarbeitung zugestanden. Welche Rolle der Porsche-Tiger in den Überlegungen Hitlers spielte, zeigte nicht nur seine Anordnung, die Fertigung mit allen Mitteln zu beschleunigen und auf eine sonst übliche Erprobung nach Möglichkeit zu verzichten, sondern auch seine Forderung vom September, in der die noch gar nicht vorhandenen Fahrzeuge schnellstens auf den nordafrikanischen Kriegsschauplatz verlegt werden sollten. Im Oktober richtete Rüstungsminister Albert Speer eine Tiger-Kommission ein, die sich auf das endgültige Produktionsmodell festlegen sollte und nach einer nochmaligen Begutachtung beider Ausführungen Ende Oktober 1942 den Henschel-Tiger zur Serienherstellung bestimmte. Die bis dahin hergestellten Porschewannen wurden später zum Jagdpanzer Ferdinand umgebaut.

### Serienproduktion

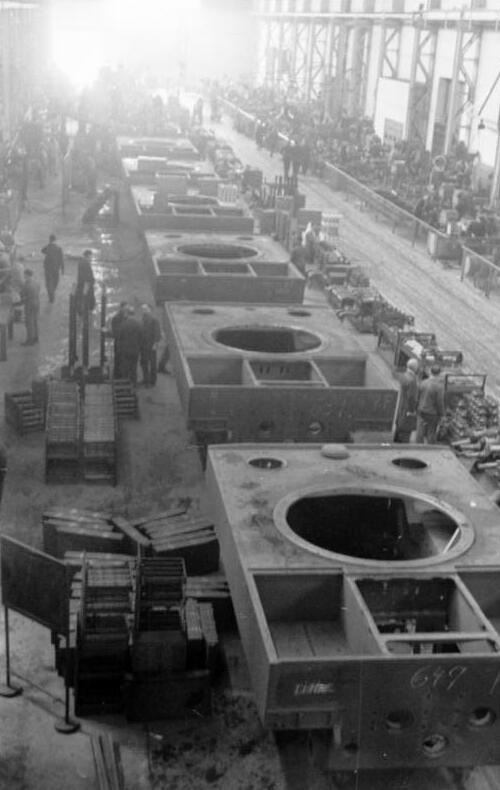
Anlieferung der fertig verschweißten, grob vorgebohrten und 21 t schweren Wannen

Im August 1942 lief die Produktion bei Henschel in Kassel-Mittelfeld an, nachdem das dortige Werk III umfangreich ausgebaut worden war. In der Panzerfertigung arbeiteten 8000 Beschäftigte in 12-Stunden-Schichten, wobei die Nachtschicht ein bedeutend geringeres Arbeitspensum als die Tagschicht erreichte. Aufgrund einer Anweisung von 1943 war bei der Tigerfertigung eine Beschäftigung ausländischer Arbeitskräfte ohne Genehmigung ausdrücklich untersagt. Die Fertigungsstraße bestand aus neun Takten mit jeweils sechs Stunden Bearbeitungsdauer. Die Herstellungsdauer eines Fahrzeuges belief sich auf etwa 14 Tage. Ein Großteil der Komponenten wurde fertigmontiert angeliefert, wobei folgende Unternehmen die wichtigsten Hauptlieferanten waren:
- Wanne: Krupp (Essen), Dortmund-Hörder Hüttenverein (Dortmund) und Škoda (Königgrätz)
- Turm: Wegmann (Kassel; Entwicklung von Krupp)
- Motor: Maybach (Friedrichshafen) und Lizenzfertigung durch die Auto Union AG (Chemnitz)
- Getriebe: Maybach
- Elektrik: Bosch (Stuttgart)
- Hauptwaffe: Buckau-Wolf (Magdeburg) und Dortmund-Hörder Hüttenverein (Entwicklung von Krupp)

Wie die meisten deutschen Panzer wurde der Tiger in qualitativ hochwertiger Arbeit fabriziert, so dass in Kombination mit seiner komplizierten Konstruktion eine rationelle Massenfertigung nicht möglich war. Zudem war der Anteil der spanenden Bearbeitung bei der Wannen- und Turmherstellung sehr hoch und stellte hohe Anforderungen an die Fertigungstechnik. Um eine stabile Waffenplattform zu schaffen, wurden die Panzerplatten so groß wie möglich gehalten, so dass unter anderem die Bodenwanne und der Turm – mit Ausnahme der Front – aus einem einzigen Stück bestanden. Um Brüchen oder Rissen durch Beschuss vorzubeugen, wurden die Panzerplatten nur leicht oberflächengehärtet, so dass beispielsweise die Frontplatten einen Härtegrad von 265 Brinell aufwiesen, halb so viel wie beim Panzer IV. Trotzdem handelte es sich um eine sehr harte Panzerung, die keine Anzeichen von Sprödigkeit aufwies.
Nach der Montage wurden die Panzer ohne Turm auf einer Teststrecke rund 100 km eingefahren, wobei Flaschengas als Treibstoff verwendet wurde, um Benzin zu sparen. Danach wurde der Turm aufgesetzt, das Fahrzeug komplett ausgerüstet und offiziell übergeben. Die Kosten für einen Tiger beliefen sich – ohne Waffen, Optik und Funk – auf 250.800 Reichsmark; voll ausgerüstet betrug der in Rechnung gestellte Preis 300.000 RM (entspricht heute etwa 1.400.000 EUR). In der Dienstvorschrift D 656/27 (Tigerfibel) wurde der Preis mit 800.000 RM (heute etwa 3.800.000 EUR) beziffert.
Bei allen anfangs ausgelieferten Fahrzeugen traten massive Probleme mit dem halbautomatischen Schaltgetriebe auf, so dass der Tiger zu diesem Zeitpunkt als nicht betriebssicher angesehen wurde. Neben andauernden Defekten wie Motorbränden, Lecks im Kühlwasserkreislauf und Kurzschlüssen traten zusätzlich Ölverluste am Motor von bis zu 15 l auf 100 km auf, was als gerade noch tragbar hingenommen wurde. Erst gegen Ende 1942 konnten die gröbsten Schwierigkeiten gelöst werden, wohingegen eine Zunahme von Montagefehlern infolge der erhöhten Belastung der Fabrikarbeiter festzustellen war.
Insgesamt produzierte Henschel 1350 Exemplare:
| Herstellungszahlen des Panzerkampfwagens VI Tiger |      |       |      |       |     |      |      |      |       |      |      |      |       |
|                                                   | Jan. | Febr. | März | April | Mai | Juni | Juli | Aug. | Sept. | Okt. | Nov. | Dez. | Summe |
| 1942                                              |      |       |      |       |     |      |      | 8    | 3     | 11   | 25   | 30   | 78    |
| 1943                                              | 35   | 32    | 41   | 46    | 50  | 60   | 65   | 60   | 85    | 50   | 60   | 65   | 649   |
| 1944                                              | 93   | 95    | 86   | 104   | 100 | 75   | 64   | 6    |       |      |      |      | 623   |

Spätestens im September 1943 hatten die Alliierten Informationen über die Produktion des Tigerpanzers. Die Widerstandsgruppe rund um Kaplan Heinrich Maier ließ dem amerikanischen Office of Strategic Services entsprechende Dokumente zukommen. Mit den Lageskizzen der Fabrikanlagen wurden den alliierten Bombern genaue Luftschläge ermöglicht. Bei den Luftangriffen auf Kassel im Oktober 1943 wurde das Werk getroffen, was zu einem Produktionsrückgang führte.
Im August 1944 wurde die Herstellung des Tigers endgültig eingestellt. Parallel dazu lief die schon Anfang 1944 gestartete Produktion des auch „Königstiger“ bezeichneten Nachfolgers Tiger II sowie für einige Monate 1943 der Lizenzbau des Panthers.

## Technische Beschreibung
Die Bezeichnung des Panzers lautete „Panzerkampfwagen VI Tiger Ausführung E.“ Im Gegensatz zu den vorangegangenen deutschen Panzern existierte vom Tiger nur diese eine Ausführung, auch wenn es im Verlauf der Produktion zu einigen Änderungen kam. Ab Februar 1944 hieß das Fahrzeug aufgrund einer Führeranweisung nur noch „Panzerkampfwagen Tiger Ausführung E“. Um Verwechslungen mit dem Tiger II genannten Nachfolger zu vermeiden, ist auch die Bezeichnung Tiger I anzutreffen.

### Turm und Bewaffnung

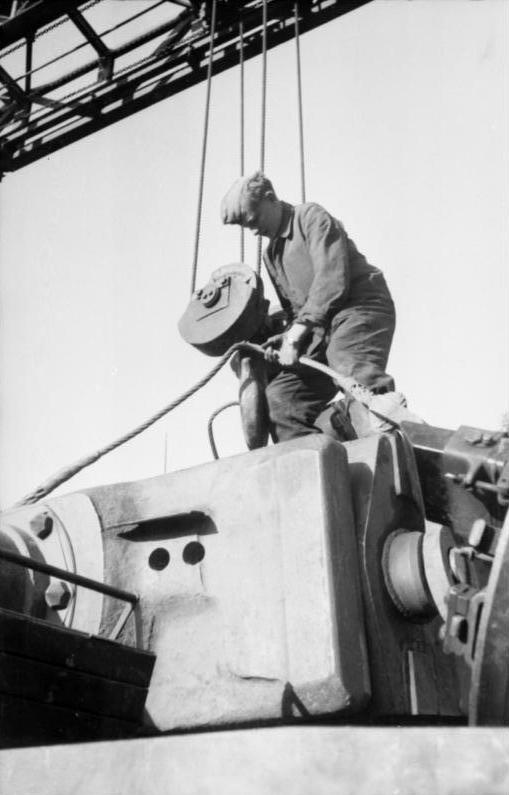
Gut erkennbar die Dicke der Blende und der Ausblick der bis 1944 verwendeten binokularen Zieloptik

Der Panzerkampfwagen Tiger bestand aus der Wanne und dem darauf aufgesetzten Drehturm. Dieser bestand, abgesehen von der Front, aus einem einzigen Stück Panzerstahl, das hufeisenförmig gebogen war. Vorne befand sich die über die gesamte Breite gehende Blende mit der Haupt- und Nebenbewaffnung. Am Heck war ein Gepäckkasten für die Utensilien der Besatzung montiert, rechts daneben war eine runde Notausstiegsluke in der Turmwand vorhanden.
Auf dem Turmdach befanden sich der Lukendeckel für den Ladeschützen und die Kommandantenkuppel, die anfangs überhöht fünf mit Panzerglasbausteinen geschützte Sehschlitze besaß. Später wurde auf Grund von Erfahrungen an der Ostfront, wo sowjetische Panzerabwehr wiederholt die Kuppel durchschlagen hatte, die vom Panther bekannte Kuppel mit sechs Winkelspiegeln übernommen. Das sollte die Sicherheit des nunmehr tiefer im Turmschacht befindlichen Panzerkommandanten gewährleisten.
Der Turmboden war mit drei Tragarmen am Turmring aufgehängt, so dass die Turmbesatzung mitgeschwenkt wurde. Der Ladeschütze hatte seinen Platz rechts neben der fast durch den gesamten Innenraum ragenden Kanone, während der Richtschütze und der Kommandant links hintereinander saßen. Der Turm wurde mit einem Hydraulikgetriebe geschwenkt, das mit einem Nebenabtrieb der unter dem Kampfraum verlaufenden Hauptantriebswelle verbunden war. Eine 360°-Drehung dauerte eine Minute. Die seitliche Feinjustierung und das Richten in der Höhe erfolgte mit einem Handrad. Bei ausgeschaltetem Motor musste der Turm manuell gedreht werden, wobei der Kommandant mit einem weiteren Handrad Unterstützung leisten konnte. Als Zieloptik stand das binokulare Turmzielfernrohr TZF 9b zur Verfügung, das eine 2,5fache Vergrößerung hatte. Ab April 1944 wurde das monokulare TZF 9c mit zusätzlich wählbarer fünffacher Vergrößerung eingebaut. Neben der Primärwaffe bediente der Richtschütze mit einem Pedal auch das achsparallel angeordnete Maschinengewehr MG 34.
Bei der Hauptwaffe, der Kampfwagenkanone 8,8-cm-KwK 36, handelte es sich um eine modifizierte Ausführung der bekannten und auch schon bei der Panzerabwehr erfolgreich verwendeten 8,8-cm-Flak, welche von Schlagzündung auf elektrische Zündung umgestellt und mit einer Mündungsbremse versehen wurde. Sie besaß neben einer guten Durchschlagsleistung eine hohe Schussgenauigkeit, so dass zusammen mit der hochpräzisen Zieloptik die Treffgenauigkeit beim praktischen Schießen mit dem ersten Schuss auf 1000 m bei 93 Prozent lag. Für das Geschütz gab es 92 Schuss Munition, von denen 64 Schuss in den Seitenkästen der überhängenden Wanne und der Rest an den Seiten des Kampfraumes verstaut waren. Üblicherweise bestand der Kampfsatz je zur Hälfte aus panzerbrechenden Granaten und aus Sprenggeschossen.
| Munition und Durchschlagsleistung der 8,8-cm-KwK 36 L/56 |                  |                  |              |
| Nomenklatur der Munition | Panzergranate 39 | Panzergranate 40 | Granate 39HL |
| Geschossgewicht | 10,2 kg          | 7,3 kg           | 7,65 kg      |
| Mündungsgeschwindigkeit | 773 m/s          | 930 m/s          | 600 m/s      |
| Durchschlagsleistung der KwK bei 60° geneigter Panzerung (= 30° Auftreffwinkel) |                  |                  |              |
| 500 Meter | 110 mm           | 155 mm           | 90 mm        |
| 1000 Meter | 100 mm           | 138 mm           | 90 mm        |
| 2000 Meter | 84 mm            | 110 mm           | 90 mm        |
| Bei der Panzergranate 40 handelte es sich um ein Hartkerngeschoss aus Wolframcarbid, das aufgrund des Mangels an Wolfram nur in geringen Mengen oder oft gar nicht zur Verfügung stand. Die Durchschlagsleistung der normalen Panzergranate 39 war zwar niedriger als die der Pzgr. 40, dafür war die zerstörerische Wirkung höher, da nach der Penetration eine kleine Sprengladung zur Detonation kam. Bei der Granate 39 HL handelte es sich um ein Hohlladungsgeschoss, das nur selten mitgeführt wurde, da es relativ unpräzise und die reguläre Panzergranate mehr als ausreichend war. |                  |                  |              |

### Fahrer- und Funkerstand
Vorne in der Wanne saßen links der Fahrer und rechts der Funker, zwischen ihnen befand sich das Schaltgetriebe. Beiden Besatzungsmitgliedern stand eine eigene Einstiegsluke zur Verfügung. Zur Sicht nach vorne hatte der Fahrer einen Sehschlitz mit einem schützenden Panzerglasbaustein, der mit einem vertikal verschiebbaren Panzerriegel abgedeckt werden konnte. In diesem Fall schaute er durch einen im Lukendeckel befindlichen Winkelspiegel. Rechts auf dem Getriebe befand sich sein Armaturenbrett, links von ihm ein Kurskreisel. Der Funker bediente neben dem Funkgerät auch das hinter einer Kugelblende sitzende Bug-MG, das er mittels einer Kopfstütze ausrichtete. Die Funkausstattung befand sich links neben ihm auf dem Getriebe.

### Antrieb und Laufwerk

Aufbau der Wanne

Der von Maybach-Motorenbau entworfene wassergekühlte Zwölfzylinder-V-Motor vom Typ Maybach HL 230 mit einer Leistung von 700 PS und 23 Litern Hubraum war im Heck mittig in Längsrichtung eingebaut. Dieser auch im Panther verwendete, 13.000 Reichsmark teure und 1,3 t schwere Ottomotor löste die in den ersten 250 Fahrzeugen eingebaute 650 PS starke Maschine mit 21 Litern Hubraum ab. Bei tiefen Temperaturen bestand die Möglichkeit, durch eine kleine Öffnung das Kühlwasser mit einer Lötlampe vorzuwärmen. Im Motorraum war eine automatische Halon-Feuerlöschanlage installiert. Auf beiden Seiten des Motors befanden sich Kraftstofftanks, dahinter die Kühler mit den Lüftern. Letztere wurden von einem komplizierten System aus 19 Zahnrädern angetrieben. Vom Triebwerk ging der Kraftfluss über eine abgedeckt im Kampfraum verlaufende Kardanwelle über das Abzweiggetriebe des mechanischen Turmantriebs weiter zu der Ölbad-Scheibenkupplung an dem zusammengeflanschten Schalt- und Lenkgetriebe. Von dort ging es über an der Wanne angeflanschte Seitenvorgelege zu den vorneliegenden Kettenantriebsrädern.
Zum Ausbau des zusammengeflanschten Schalt- und Lenkgetriebes musste der Turm, meistens mit einem Strabokran, abgehoben werden. Das Schaltgetriebe vom Typ Maybach-Olvar (Öl-Variorex) war ein halbautomatisches Vorwählgetriebe mit acht Vorwärts- und vier Rückwärtsgängen, das nach dem Wählen des Ganges selbsttätig den Kupplungs- und Schaltvorgang hydraulisch durchführte. Bei Ausfall der Automatik war eine Notschaltung per Hand möglich.
Erstmals bei einem deutschen Panzer erfolgte die Steuerung durch ein Lenkrad. Im Gegensatz zu den vorangegangenen Panzern I bis IV mit ihren von Lenkhebeln gesteuerten Kupplungs-Lenkgetrieben kam ein öldruckbetätigtes Zweiradien-Überlagerungslenkgetriebe von Henschel zum Einbau, das je nach Lenkradeinschlag die Ketten verzögerte, sodass in jedem Gang eine Kurvenfahrt in zwei bestimmten Radien möglich war. Ein Wenden auf der Stelle war ebenso möglich. Bei einem Lenkgetriebedefekt konnte der Fahrer das Fahrzeug mit zwei auf die normale Bremse wirkenden Behelfslenkhebeln steuern. Diese Betriebsbremse war – weltweit erstmals für ein serienmäßig hergestelltes Kraftfahrzeug – mit Scheibenbremsen von Argus versehen, deren Betätigung mechanisch per Pedal erfolgte.
Das hohe Gefechtsgewicht von 57 t machte viele Brücken für den Tiger unpassierbar, weswegen das Fahrzeug anfangs eine Tauchfähigkeit bis 4½ m besaß. Aus diesem Grund waren alle Luken und sonstige Öffnungen mit Gummidichtungen wasserdicht verschließbar. Über dem Motor wurde ein 3 m langer Schnorchelturm für die Zuführung von Verbrennungsluft angebracht; die Abgase wurden ins Wasser geleitet. In Versuchen konnte eine Einsatzzeit von bis zu 2½ Stunden unter Wasser erlangt werden. Nach 495 produzierten Fahrzeugen wurde dieses komplizierte System nicht mehr eingebaut.

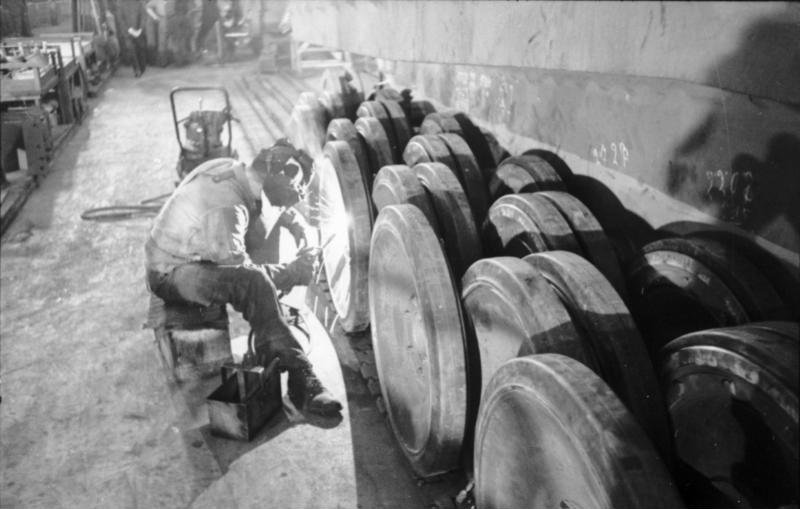
Um eine innere Laufrolle des Schachtellaufwerks zu wechseln, mussten insgesamt 13 Laufrollen ausgebaut werden.

Da der Tiger ein höheres Gewicht als anfangs geplant hatte, mussten die Ketten verbreitert und zusätzliche Laufrollen an der Außenseite des Laufwerkes angebracht werden. Da die mit Buna-Kautschuk bandagierten Laufrollen nur eine geringe Lebensdauer hatten, kamen nach etwa 800 gebauten Fahrzeugen im Februar 1944 neue, mit innenliegendem Gummiring gefederte, stählerne Laufrollen zum Einsatz, die zwar geräuschintensiver, aber dafür langlebiger waren und in der Herstellung weniger Kautschuk benötigten. Zugleich entfiel mit diesem System die äußere Reihe der Laufrollen, womit ein Wechsel der Laufrollen für den Bahntransport nicht mehr nötig war. Alle drei Laufrollen einer Achse waren an einem Schwingarm mit Drehstabfeder aufgehängt. Das erstmals in einem Panzerkampfwagen zum Einsatz kommende Schachtellaufwerk sorgte für einen guten Federungskomfort, hatte aber im Winter die negative Eigenschaft, dass zwischen den Laufrollen festgesetzter Matsch über Nacht festfrieren und den Panzer bewegungsunfähig machen konnte. Der erste Prototyp besaß zum Schutz des Laufwerkes noch ein kompliziertes System mit hydraulisch absenkbaren Seitenschürzen, das nach der ersten Vorführung sofort verworfen wurde. Da die ursprüngliche Kette von 52 cm auf 72 cm verbreitert werden musste, ragte der Panzer über das Lademaß der Eisenbahnwaggons. Henschel schlug als Lösung den Einbau von zwei Ketten nebeneinander vor, aber das Heereswaffenamt lehnte diesen Vorschlag ab, so dass bei jedem Eisenbahntransport schmalere Verladeketten aufgezogen und die äußeren Laufrollen abgenommen werden mussten. Das Wechseln einer rund 3 t schweren Kette dauerte knapp 30 Minuten.

## Einsatz

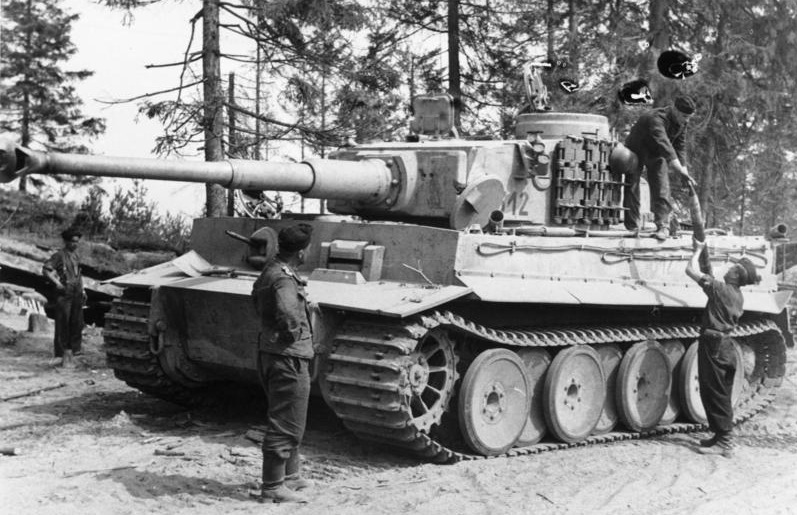
Tiger beim Aufmunitionieren: Bei der Fahrerluke gut zu erkennen eine von sechs Abschussvorrichtungen der S-Minen, die bei den ersten Modellen der Bekämpfung angreifender Infanterie dienen sollten.

Die Panzerkampfwagen Tiger kamen nicht in den Bestand einer regulären Panzerdivision, sondern wurden den speziell dafür aufgestellten schweren Panzerabteilungen zugeordnet, von denen insgesamt elf beim Heer und drei bei der Waffen-SS existierten. Der Sollbestand dieser selbstständigen und zur Schwerpunktbildung herangezogenen Einheiten betrug 45 Tiger-Panzer. Die Verlegung der Fahrzeuge erfolgte gewöhnlich per Eisenbahn mit SSyms-Flachwaggons. Längere Märsche sollten aufgrund der hohen Fahrzeugbelastung vermieden werden, zumal die durchschnittliche Marschgeschwindigkeit kaum höher als 50 Prozent über den Fußtruppen einer regulären Infanteriedivision lag. Darüber hinaus sollten Märsche nicht zusammen mit anderen motorisierten Truppenteilen erfolgen, da ein technischer Halt nach den ersten fünf Kilometern und danach alle 15 km notwendig war, was in Kombination mit der Störanfälligkeit zu Bewegungseinschränkungen der restlichen Truppen führen könnte. An sich besaßen die Fahrzeuge auf normalem Untergrund eine gute Mobilität, hatten jedoch aufgrund des hohen Bodendrucks Probleme in schwerem oder matschigem Gelände, so dass selbst ein Überwinden von nur kurzen morastigen Abschnitten kaum möglich war. Aus diesem Grund war eine Aufklärung der Geländeverhältnisse vor einem Einsatz von großer Wichtigkeit. Der Ausbildung der Besatzung und der Instandsetzungseinheiten für dieses wertvolle Fahrzeug wurde ein hoher Stellenwert beigemessen. Als Lehrmaterial diente dabei auch die ungewöhnliche und mit humorvollen Versen versehene Tigerfibel.
Laut einer offiziellen Anweisung sollte der Tiger nicht für Aufklärungs- und Sicherungsaufgaben oder – wegen seiner seitlich weit überstehenden Kanone – für Wald- und Stadtkämpfe verwendet werden. Die Hauptaufgabe des Tigers war die Bekämpfung gegnerischer Panzer. Diese wurden im Gefecht bis zu einer Entfernung von 1200 Metern direkt angerichtet, bei Entfernungen darüber wurde eingegabelt. Die reguläre Kampfentfernung lag bei 2000 m, bei optimalen Verhältnissen konnte ein stehendes Ziel auch bis 3000 m bekämpft werden. Von dem Beschuss fahrender Ziele über eine Entfernung von 2000 m sollte abgesehen werden. Zwecks Erhöhung des Panzerschutzes war es von Vorteil, das Chassis im Kampf schräg versetzt zum Gegner zu positionieren, damit dessen Geschosse nicht im rechten Winkel auf die senkrechte und dadurch ballistisch ungünstige Tiger-Panzerung auftrafen.

### Ostfront

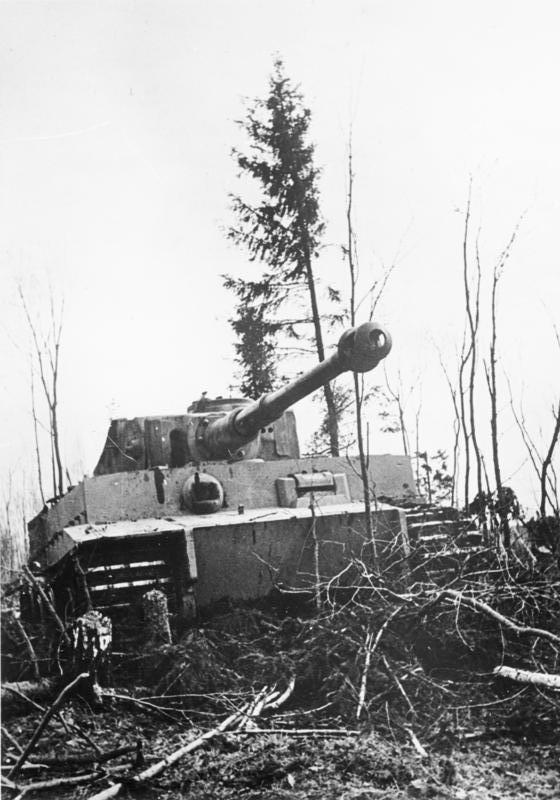
Der erste Einsatz fand in ungeeignetem Gelände statt.

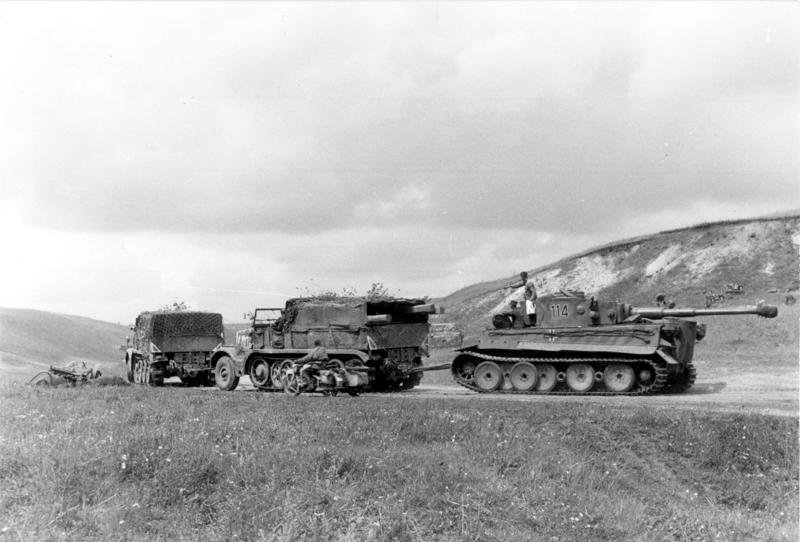
Abschleppen eines Tigers durch zwei Sd.Kfz. 9

Der erste Einsatz des Tigers fand am 29. August 1942 im Abschnitt der Heeresgruppe Nord bei Mga in der Nähe von Leningrad statt, an dem neben vier Panzern auch Techniker von Henschel teilnahmen. Der wegen Hitlers Ungeduld verfrühte Einsatz der noch unausgereiften Konstruktion endete in einem Fehlschlag, da in dem für schwere Panzer ungeeigneten Gelände drei der vier Fahrzeuge wegen technischer Defekte ausfielen und umständlich mit jeweils drei schweren Zugkraftwagen Sd.Kfz. 9 geborgen werden mussten. Die havarierten Panzer konnten nur durch aufwendige Reparaturen mit eigens aus Deutschland eingeflogenen Ersatzteilen wieder einsatzklar gemacht werden, jedoch fielen beim nächsten Einsatz Mitte September wieder alle vier aus, wovon ein nicht mehr bergefähiger Panzer gesprengt werden musste. Neben diesem Ausfall führte die erfolglose Operation zum Verlust der Geheimhaltung und des Überraschungsmomentes.
Die nächsten Kampfhandlungen fanden zu Jahresanfang 1943 unter anderem in der Zweiten Ladoga-Schlacht statt. Obwohl immer nur wenige Tiger gleichzeitig im Einsatz waren, beherrschten sie das Gefechtsfeld und schossen bis März 160 feindliche Panzer ab, wohingegen bei sechs verlorengegangenen Fahrzeugen nur drei auf Feindeinwirkung zurückzuführen waren. Es zeigte sich, dass die Rote Armee keinen adäquaten Panzer gegen den Tiger zur Verfügung hatte. Der Standardpanzer T-34 war dem Tiger vollkommen unterlegen, da er dessen Frontpanzerung nicht durchschlagen und wirksame Treffer an der Seite erst bei einer Entfernung von etwa 100 m ansetzen konnte, während der Tiger einen T-34 schon auf 2000 m zerstören konnte. Auch die SU-122 war gegen den Tiger so gut wie wirkungslos. Die gut ausgebildeten Tiger-Besatzungen trafen in der Regel auf 1000 m mit dem ersten Schuss gegnerische Panzer wie den T-34, wobei die Treffer fast immer zur Zerstörung des anvisierten Fahrzeuges führten. Während der Gefechte konnten mehrere Tiger, darunter ein intaktes Fahrzeug, erbeutet werden, wodurch das sowjetische Verteidigungsministerium das Potential des Fahrzeuges erkannte und spezielle Vorschriften zur Bekämpfung dieses Panzers erließ.

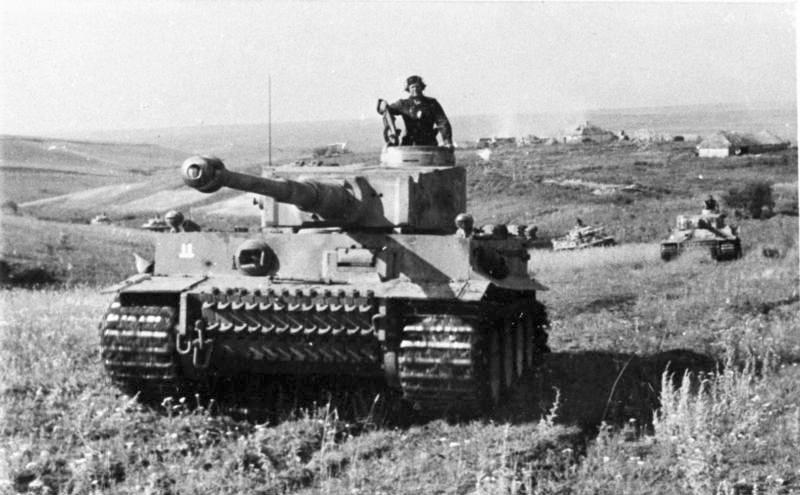
Tiger der SS-Panzergrenadier-Division „Das Reich“ mit drei Balkenstrichen rechts als taktisches Zeichen des Unternehmens Zitadelle

Der erste große Einsatz erfolgte in der letzten deutschen Großoffensive im Osten während der Schlacht im Kursker Bogen, an der zusammen mit 19 später zugeführten Fahrzeugen 152 Tiger teilnahmen, von denen 113 Kampfwagen einsatzbereit waren. Das Unternehmen sollte eigentlich schon im Frühjahr stattfinden, jedoch wurde der Angriffstermin entgegen militärischer Vernunft aufgrund der überzogenen Erwartungen an die neuen Tiger und Panther bis zu deren Verfügbarkeit in den Sommer verschoben, so dass die Rote Armee eine tief gestaffelte Verteidigungslinie aufbauen konnte. Da die Tigerverbände entgegen ihrer Doktrin als Schwerpunktwaffe teilweise sogar kompanieweise aufgesplittet wurden und darüber hinaus in den ersten zwei Tagen der Offensive außergewöhnlich hohe Ausfälle durch – teils auch eigene – Panzerabwehrminen zu verzeichnen hatten, war ein konzentrierter Einsatz dieser Einheiten nicht möglich. Trotzdem erreichten die Tiger während der Schlacht hohe Abschusszahlen; so zerstörte die schwere Panzerabteilung 505 in den ersten zwei Tagen 111 gegnerische Panzer. Unter den sowjetischen Panzerformationen lösten die Tiger in einigen Fällen panikähnliche Auflösungserscheinungen aus, woraufhin die Rote Armee Militärgerichte einschaltete. Aufgrund der Überlegenheit der Tiger wurden die sowjetischen Panzerbesatzungen von ihrer Führung angewiesen, entgegen allen taktischen Grundkenntnissen mit Höchstgeschwindigkeit auf einen Tiger zuzufahren, um ihn aus nächster Nähe von der Seite oder von hinten zumindest kampfunfähig zu schießen. In Anbetracht der verheerenden Verluste und im Bewusstsein der Unterlegenheit ihres T-34 gegenüber dem Tiger – aber nicht gegenüber den kampfwertgesteigerten und ebenfalls überlegenen Panzer IV – vermuteten die sowjetischen Militärs überall Tiger-Panzer. Mit einem Anteil von nur rund fünf Prozent aller eingesetzten deutschen Panzerfahrzeuge hatte der Tiger jedoch nur geringen Einfluss auf den Schlachtverlauf, zumal die Einsatzbereitschaft aller Fahrzeuge durchschnittlich unter 50 % lag. Bis zum Abbruch der Operation hatten die eingesetzten Tiger-Verbände trotz der schweren Kämpfe lediglich 13 Fahrzeuge als Totalverlust zu verzeichnen.

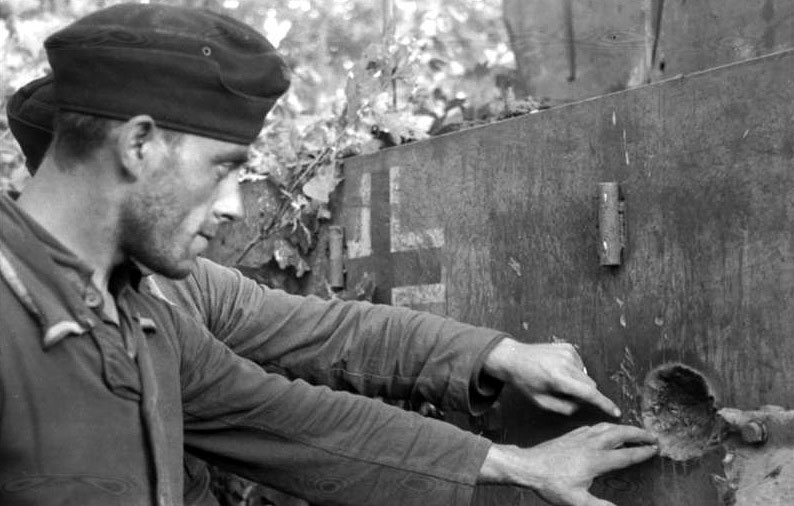
Nicht durchgedrungener Treffer einer russischen Granate an der Wannenseite eines Tigers

Auch während der nachfolgenden sowjetischen Gegenoffensiven waren Tiger-Verbände beteiligt. Angesichts des Fehlens von Geschützen, welche die Panzerung des Tigers durchschlagen konnten, ging die Rote Armee dazu über, das Feuer aus allen zur Verfügung stehenden Waffen auf die oft nur vereinzelt eingesetzten Tiger zu konzentrieren, so dass diese häufig durch Sekundärschäden außer Gefecht gesetzt wurden. Ein Beispiel solcher Taktik waren die Kämpfe der mit 45 Tigern voll aufgefüllten sPzAbt 506 im Herbst 1943, in deren Bestand nach einer Woche Einsatz neben sechs Totalverlusten kein einsatzbereiter Tiger aufgrund Gefechtsschäden – größtenteils an Optik, Bewaffnung und Laufwerk – mehr vorhanden war.
Nach den schweren Verlusten bei Kursk führte die Sowjetunion ab 1944 neben durchschlagskräftigeren Hartkerngeschossen sukzessive stärkere Panzermodelle ein. Der neue T-34/85 mit seiner 85-mm-Kanone konnte bis 500 m die Front eines Tiger durchschlagen, war aber aufgrund seiner nur geringfügig verstärkten Panzerung diesem weiterhin unterlegen, wohingegen der schwere IS-2 einen konkurrenzfähigen Gegner darstellte. Die Durchschlagskraft der 122-mm-Kanone war identisch mit der des Tigers. Der Vorteil bestand in seiner abgeschrägten Panzerung, die jedoch im Frontbereich der Wanne bei der ersten Serie infolge des ungünstig abgestuften Bugs noch leicht zu durchschlagen war. Erst das verbesserte Modell mit der durchgängigen Wannenfrontpanzerung war in diesem Bereich kaum zu durchschlagen, wobei jedoch die schlechte Qualität des russischen Gussstahls den ballistischen Schutz häufig stark einschränkte. Die übrige Panzerung sowie die Turmfront konnte der Tiger auf 1000 m durchschlagen, während der Tiger ebenfalls auf diese Entfernung vom IS-2 außer Gefecht gesetzt werden konnte. Nachteilig für den IS-2 war die hohe Nachladezeit wegen der zweigeteilten Munition, die geringe Munitionskapazität, eine bedeutend schlechtere Zieloptik und die meist im Gegensatz zu den erfahrenen Tigerbesatzungen schlechter ausgebildeten sowjetischen Panzersoldaten. Dass Ausbildung und Erfahrung häufig entscheidender waren als einzelne technische Parameter, zeigte beispielsweise ein Gefecht von fünf Tigern im Juli 1944 bei Dünaburg, als diese laut dem Gefechtsbericht der sPzAbt 502 innerhalb von zehn Minuten ohne eigene Verluste 16 IS-2 zerstörten. Zusätzlich wurden neue Typen von Jagdpanzern wie bspw. das SU-100 oder ISU-152 in der Roten Armee eingeführt, die den Tiger ebenfalls wirkungsvoll bekämpfen konnten.
Die Summe aller an die Ostfront verlegten Tiger I belief sich auf folgende Stückzahlen:
- 1942: 009 Stück
- 1943: 434 Stück
- 1944: 507 Stück
- 1945: 011 Stück

Die höchste Einsatzzahl an der Ostfront wurde im Mai 1944 mit knapp 300 Tigern erreicht, wobei anzumerken ist, dass während des gesamten Feldzuges die Anzahl der reparaturbedürftigen Tiger die der einsatzbereiten häufig überstieg. Während der Operation Bagration genannten russischen Sommeroffensive 1944, an deren Ende die schwerste Niederlage der deutschen Militärgeschichte stand, konnten die eingesetzten Tiger punktuell zwar einige Vorstöße aufhalten, jedoch wurden infolge der oft unübersichtlichen Rückzugskämpfe und der nicht ausreichenden Bergekapazität sowie der quantitativ völlig überlegenen und auch qualitativ verbesserten sowjetischen Waffentechnik alle drei eingesetzten schweren Panzerabteilungen aufgerieben, so dass im Juli 1944 mit 125 Totalverlusten die höchsten jemals an der Ostfront erlittenen Monatsverluste zu verzeichnen waren.
Im weiteren Verlauf des Krieges traten die Fahrzeuge größtenteils als Alarmeinheiten auf, wo sie den sowjetischen Vormarsch aber trotz teils noch beträchtlicher Abschusszahlen aufgrund der zahlenmäßigen Überlegenheit der sowjetischen Panzerverbände nicht aufhalten konnten. Durch die hohen Verluste der deutschen Verbände wurden Tiger – entgegen ihrer Einsatzdoktrin – häufig als Stütze der Hauptkampflinie in der stationären Verteidigung eingesetzt, wodurch jedoch die oft einzeln eingesetzten und 3 m hohen Fahrzeuge die gesamte gegnerische Abwehrkapazität auf sich zogen, was zwangsläufig zu Verlusten führte.

### Nordafrika

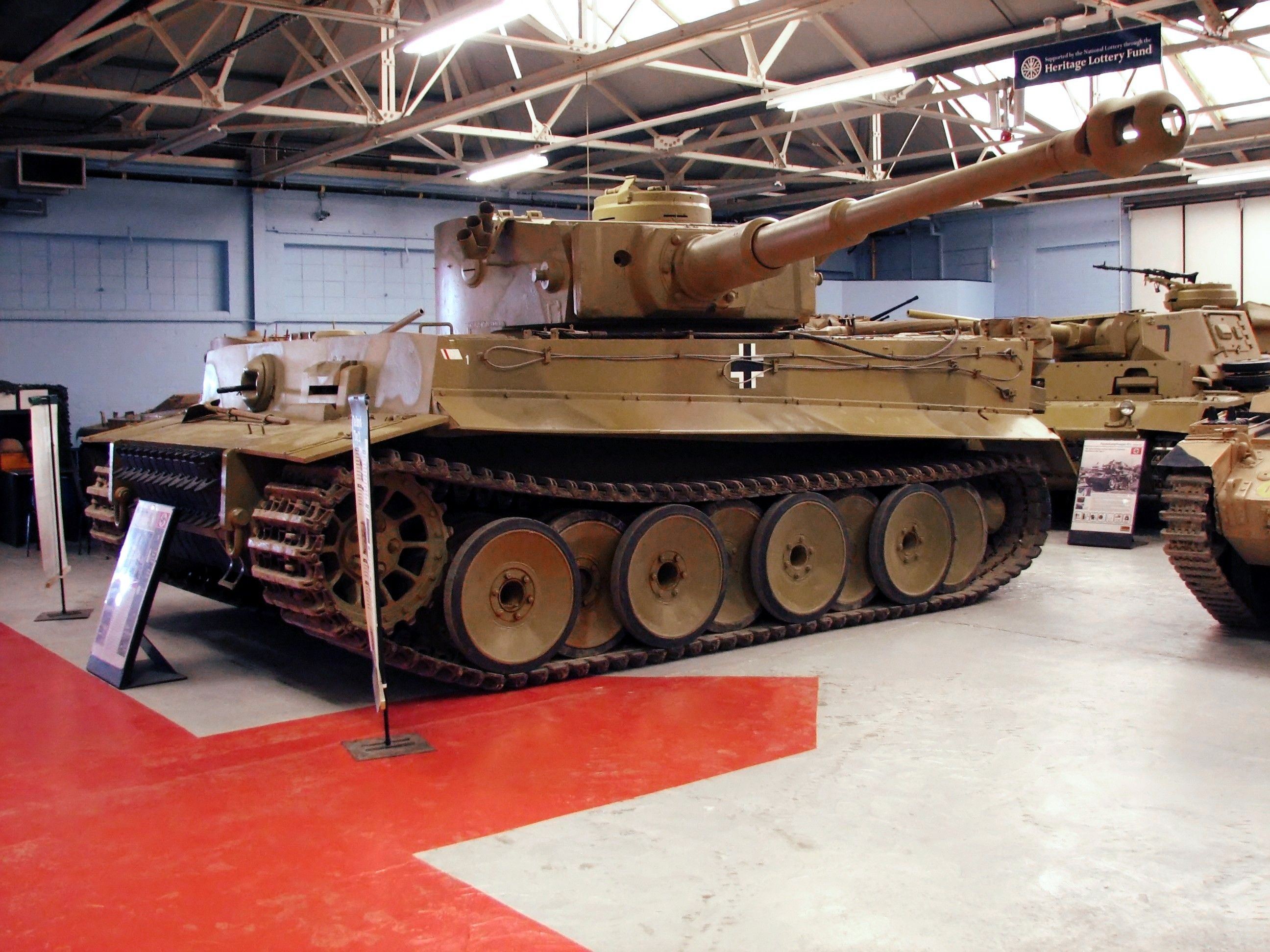
Ein von den Alliierten in Afrika erbeuteter und heute im Panzermuseum Bovington stehender Tiger

Nach dem Erfolg der Briten bei der Schlacht von El Alamein kam es zu Truppenverstärkungen, in deren Rahmen die ersten Tiger im November 1942 nach Afrika befohlen wurden. Nach der alliierten Landung in Nordwestafrika wurden die Verbände nach Tunesien umgeleitet, so dass ab Ende November zwei schwere Panzerabteilungen mit insgesamt 31 Tigern größtenteils mit Leichtern nach Tunesien verlegt wurden, von denen kein einziger beim sonst so verlustreichen Transport verlorenging. Da es sich um die ersten Produktionsfahrzeuge handelte und diese noch mit einer Vielzahl technischer Mängel behaftet waren, kam es in Verbindung mit den noch fehlenden Werkstatteinheiten und dem mangelhaften Nachschub von Ersatzteilen zu vielen Ausfällen, so dass nur wenige Fahrzeuge gleichzeitig im Kampf standen. Die Tiger kamen in der Schlacht um Tunesien zum Einsatz, wo sie allen alliierten Panzern weit überlegen waren. Selbst aus geringster Entfernung konnte der M3-Panzer die Tiger-Panzerung nicht durchschlagen. Auch der immer häufiger auftretende M4 Sherman konnte die Panzerung des Tigers von allen Seiten unter normalen Umständen nicht durchschlagen, während die Tiger problemlos die alliierten Panzer auch auf größere Entfernung ausschalten konnten. Die britische Sechs-Pfünder-Pak war mit normalen Panzerabwehrgeschossen ebenfalls machtlos gegen den Tiger, jedoch gelang es dieser während eines Gefechtes, zwei Tiger mit speziellen Hartkerngeschossen außer Gefecht zu setzen, wobei ein Tiger nach der Entzündung seiner Munition ausbrannte und später gesprengt wurde, während bei dem anderen trotz fünf Durchschüssen an der Seite bei insgesamt 24 Treffern der Innenraum intakt blieb und das Fahrzeug geborgen werden konnte. Die zwei eingesetzten schweren Panzerabteilungen zerstörten bis zur Kapitulation der Achsenmächte im Mai 1943 etwas mehr als 300 Panzer, wohingegen nur sieben Tiger durch feindliches Feuer verlorengingen. Die restlichen Tiger fielen aufgrund technischer Defekte oder wegen Laufwerksschäden durch Beschuss, Artillerie oder Minen aus und wurden fast alle selbst gesprengt.
Britische Beschussversuche nach Beendigung der Kämpfe an zwei erbeuteten Tigern zeigten, dass die Panzerung gegenüber den alliierten Standardwaffen eine gute Schutzwirkung besaß. Die 40-mm-Zweipfünder-Kanone eines Churchill-Panzers konnte auch mit Hochgeschwindigkeitsgeschossen keine Stelle der Panzerung durchschlagen. Die 57-mm-Sechspfünder-Standard-Pak hinterließ mit normalen AP-Panzergranaten entweder nur Einkerbungen, oder die Geschosse zerbrachen an der oberflächengehärteten Panzerung. Die amerikanische 75-mm-Kanone eines M4 Sherman konnte die Front nicht durchschlagen, jedoch gelang es, bei einem fast senkrechten Auftreffwinkel die Wannenseite aus einer Entfernung von 90 m zu durchschlagen. Als der Auftreffwinkel auf über 15° vergrößert wurde, hinterließ auch hier das Geschoss nur Einkerbungen.

### Italien

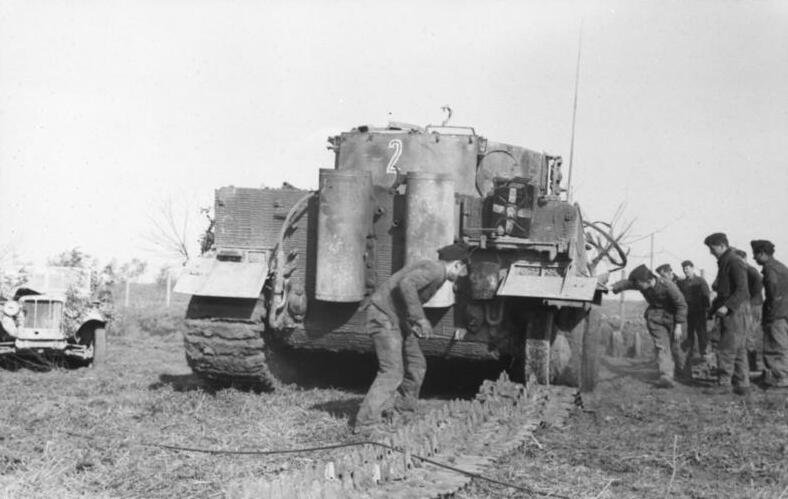
Das schwierige italienische Terrain hatte viele technische Ausfälle zur Folge

Nach der Kapitulation der Achsenmächte in Nordafrika folgte die alliierte Invasion auf Sizilien. Von 17 zu diesem Zeitpunkt auf der Insel stationierten und der Panzerdivision „Hermann Göring“ unterstellten Tigern konnte infolge unzureichender Bergungs- und Instandsetzungskapazitäten nur einer auf das italienische Festland zurücktransportiert werden, während die anderen nach technischen Defekten oder Festfahren im schlecht erkundeten Gelände von der eigenen Truppe gesprengt werden mussten.
Im Rahmen der Abwehr der Alliierten Invasion in Italien befanden sich ab Spätsommer 1943 zwei kleinere Verbände mit insgesamt 35 Tigern auf dem Kampfschauplatz des italienischen Festlandes, zu denen im Februar und im Juni 1944 jeweils eine vollständige schwere Panzerabteilung dazu stieß. Nach dem Durchbruch der Alliierten nach der Schlacht um Monte Cassino kam es während des deutschen Rückzuges ab Mitte Mai 1944 in dem schwierigen Gelände zu vielen Fahrzeugausfällen, so dass bis zur Stabilisierung der Front an der Gotenstellung im Juli insgesamt 64 Tiger als Totalverlust abgeschrieben werden mussten, wovon nur fünf auf feindliche Waffeneinwirkung zurückzuführen waren.

### Westfront

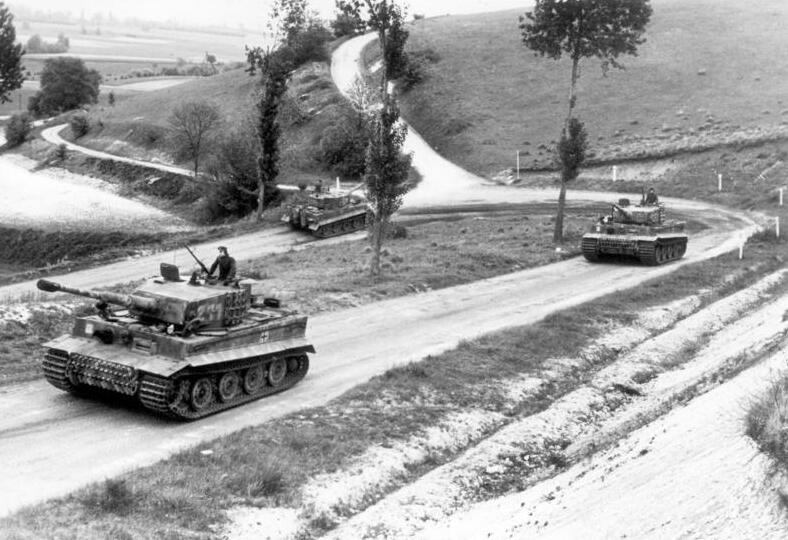
Tiger auf dem Marsch in Nordfrankreich

Nach der alliierten Invasion in der Normandie wurden in den folgenden Wochen drei schwere Panzerabteilungen mit insgesamt 126 Tigern in das Kampfgebiet verlegt. Wegen der nur schrittweise eintreffenden Verbände und der marschbedingten Ausfälle kamen die Tiger immer nur in geringer Anzahl gleichzeitig zum Einsatz, so dass sie keinen operativen Einfluss auf den Verlauf der Schlacht hatten, obwohl ihnen dies in der westalliierten Nachkriegsliteratur häufig zugeschrieben wurde. Wie schon zuvor in Nordafrika war der Tiger allen alliierten Panzern weit überlegen, lediglich der nur in geringen Stückzahlen eingesetzte „Sherman Firefly“, eine britische Spezialversion des M4 Sherman mit einer 17-Pfünder-Kanone, war zumindest in Bezug auf Feuerkraft dem Tiger ebenbürtig. Bis Mitte August gingen allein auf das Konto der nur in kleinen Gruppen eingesetzten Tiger rund 500 zerstörte Panzer, die jedoch die Alliierten aufgrund ihrer industriellen Übermacht innerhalb kürzester Zeit ersetzen konnten. Bis zum Abschluss der Operation Ende August, wozu auch der verlustreiche Kessel von Falaise zählte, gingen sämtliche Tiger verloren, so dass sich zu diesem Zeitpunkt kein einziger Tiger an der Westfront befand. Eine Analyse der Verluste von 105 verlorengegangenen Tigern ergab, dass nur 38 auf direkte Feindeinwirkung zurückzuführen waren, während der Rest aufgegeben oder gesprengt wurde. Darüber hinaus waren während der gesamten Kämpfe in der Normandie entgegen den hohen alliierten Erfolgsmeldungen insgesamt nur dreizehn Verluste auf Fliegerangriffe zurückzuführen.
Im nachfolgenden Zeitraum gingen die Alliierten aufgrund der Unterlegenheit ihrer Panzer dazu über, lokalisierte Tiger-Einheiten großräumig zu umgehen, wodurch die untermotorisierten und defektanfälligen Tiger zwecks Vermeidung einer Einkesselung zum verlustreichen Rückzug gezwungen wurden. Im weiteren Verlauf konnten die Fahrzeuge häufig nur noch einzeln eingesetzt werden. An der Ardennenoffensive nahmen 35 Tiger I teil, die in der Schlacht keine Totalverluste erlitten. Im März 1945 belief sich der Bestand von Tiger I an der Westfront auf nur noch 13 Exemplare. Mit der erweiterten Verbreitung von unterkalibrigen APCR-Hartkerngeschossen waren jetzt auch mehr und mehr reguläre Panzerabwehrwaffen in der Lage, einen Tiger zu bekämpfen. Einen vergleichbaren Panzer besaßen die Alliierten aber erst gegen Ende des Krieges mit dem M26 Pershing, von dem jedoch wegen diverser Verzögerungen nur 20 Stück in die Kämpfe auf dem europäischen Kriegsschauplatz eingreifen konnten.

## Nachbetrachtung

### Entwurfsanalyse

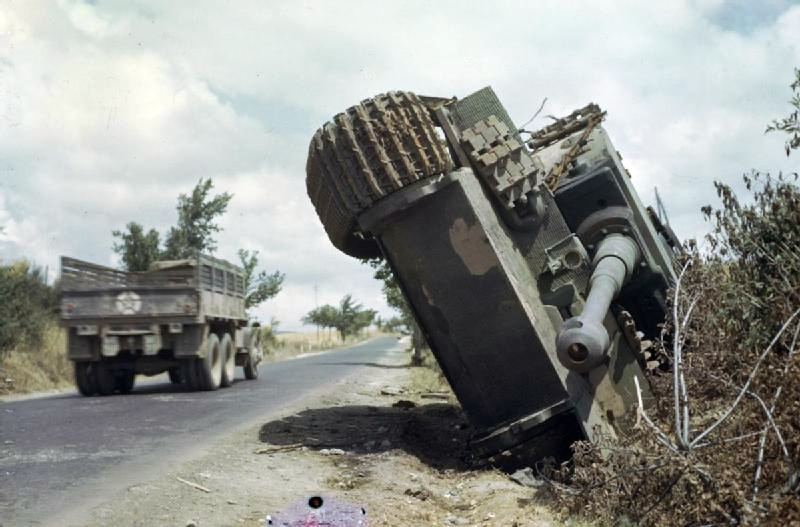
Besonders zum Ende des Krieges gab es viele Verluste durch Aufgabe bzw. Selbstzerstörung der Fahrzeuge, vor allem aufgrund des hohen Aufwandes, der für eine Bergung nötig war

Der Panzerkampfwagen Tiger war einer der kampfstärksten Panzer des Zweiten Weltkrieges. Durch die hohe Durchschlagsleistung seiner Hauptwaffe, die schnelle Nachladefähigkeit, die präzise Zieloptik und die exakt schießende Kanone war der Tiger in Sachen Feuerkraft allen gegnerischen Standard-Panzern überlegen. Obwohl die Panzerung ballistisch ungünstig geformt war, entwickelte sie aufgrund ihrer Dicke eine hohe Schutzwirkung, so dass der Tiger gegenüber den gegnerischen Standard-Panzerabwehrwaffen auf normale Kampfentfernung so gut wie unverwundbar war.
Das Fahrzeug besaß jedoch auch schwerwiegende Nachteile: Neben der viel zu geringen Reichweite galt die konventionelle Formgebung der Panzerung mit den senkrechten und somit nicht geschossabweisenden Flächen als rückständig. Technische Innovationen wie das mit einem Lenkrad betätigte Lenkgetriebe, das halbautomatische Schaltgetriebe und die Scheibenbremsen ermöglichten zwar eine gute Steuerbarkeit, jedoch erwies sich diese komplizierte und wartungsintensive Technik als äußerst störanfällig, wodurch im Nachhinein kaum vertretbare Logistik- und Instandsetzungskapazitäten beansprucht werden mussten.
In Kombination mit der Untermotorisierung kam es zu einer Vielzahl von Fahrzeugausfällen, wobei es hier von besonderem Nachteil war, dass die Abschlepp-Problematik für diese schweren Fahrzeuge bis zum Kriegsende nicht zufriedenstellend gelöst werden konnte. In der Regel war von einer voll ausgestatteten Tiger-Abteilung nach zwei bis drei Einsatztagen im Kampf nur noch die Hälfte einsatzbereit.  Des Weiteren versuchten die übergeordneten Führungsebenen, mit den ihnen nur temporär unterstellten Tiger-Einheiten so viel wie möglich zu erreichen, ohne im Gegenzug Verständnis für die taktischen Besonderheiten und das hohe Instandsetzungs-Bedürfnis der Tiger aufzubringen. Zusammen führte dies zu der – für einen im Zweiten Weltkrieg serienmäßig produzierten Panzer – ungewöhnlichen Tatsache, dass die meisten Verluste nicht auf Feindeinwirkung, sondern auf technische Defekte sowie auf Liegenbleiben oder Festfahren im Gelände in Kombination mit fehlenden Bergemöglichkeiten und anschließender Selbstzerstörung zurückzuführen waren.
Darüber hinaus fielen bei der Produktion der Fahrzeuge enorme personelle und materielle Kosten an und das zu einem Zeitpunkt, als die wirtschaftliche Lage im Reich immer prekärer wurde. Trotz zeitgenössischer Kritik an den hohen Entwicklungs- und Produktionskosten des „plumpen und schwerfälligen Panzers“ in Höhe von einer halben Milliarde RM wird dessen Herstellung nachträglich nicht zwangsläufig als Fehlentscheidung betrachtet. Fakt ist aber auch, dass für das Heer der Panther oder ein zuverlässigerer, leichter zu produzierender und dementsprechend in größerer Anzahl verfügbarer Panzer in der 35-Tonnen-Klasse vorteilhafter gewesen wäre. Selbst die Henschel-Ingenieure waren der Meinung, dass der Panther besser zur Massenproduktion geeignet war und taktisch mehr Vorteile besaß.

### Legendenbildung

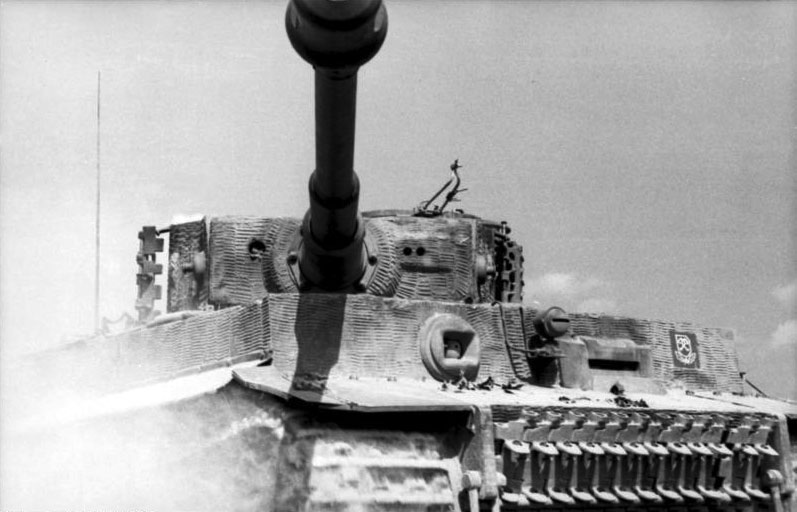
Propagandistisch in Szene gesetztes Foto der PK

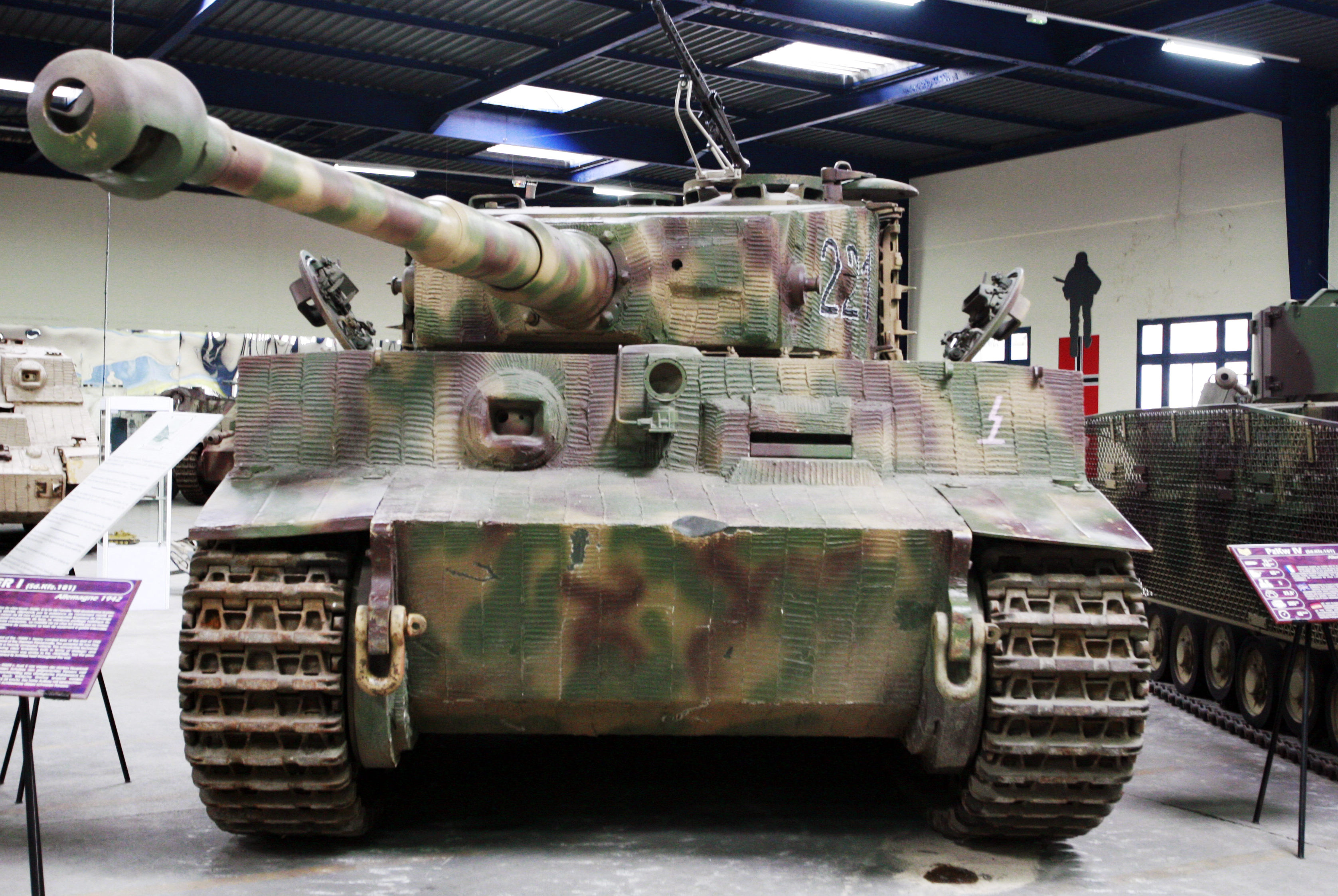
Der Tiger, von dem noch sechs Exemplare existieren, besitzt bis heute einen hohen Bekanntheitsgrad (hier das Ausstellungsstück im Musée des Blindés)

Während seiner Dienstzeit war der Tiger ein bevorzugtes Objekt der Propaganda, in der naturgemäß der Hang zur übertriebenen Darstellung deutlich wurde. In der Nationalsozialistischen Propaganda wurde der Tiger zum „unverwundbaren Rammbock“ hochstilisiert und als „Lebensversicherung der Besatzung“ bezeichnet. Unvorhergesehenerweise wurde der Tiger dadurch zum Teil das Opfer der eigenen Propaganda, da übergeordnete Stäbe manchmal unrealistische Aufgaben an die ihnen nur kurzzeitig unterstellten Tiger-Abteilungen stellten, die diese nicht immer bewältigen konnten. Darüber hinaus neigten aufgrund des tatsächlich guten Panzerschutzes einige Tiger-Besatzungen zu übersteigertem Selbstbewusstsein und gingen hohe Risiken ein, so dass der Generalinspekteur der Panzertruppe nach unnötigen Verlusten darauf hinwies, dass der Status der Unverwundbarkeit unrealistisch sei und taktische Grundregeln einzuhalten seien. Zur gegnerischen Propaganda gab es bezüglich Übertreibung kaum Unterschiede. Die Sowjetarmee gab nach der Schlacht im Kursker Bogen an, über 700 Tiger abgeschossen zu haben, obwohl bis zu diesem Zeitpunkt erst knapp die Hälfte dieser Zahl überhaupt hergestellt war. Auch die Westalliierten berichteten, fast überall vor ihrer Front Tiger-Panzer gesichtet und eine nicht unerhebliche Anzahl zerstört zu haben. Während der Ardennenoffensive waren sie der Meinung, mehr als die Hälfte der deutschen Panzer seien Tiger, obwohl Panzer IV und Panther die eigentliche Masse bildeten.
Aufgrund der geringen Verfügbarkeit des Tigers infolge der mechanischen Unzuverlässigkeit und der niedrigen Produktionsziffern gab es während des Krieges nicht einmal eine Handvoll Beispiele, in denen ein konzentrierter Einsatz gemäß seiner eigentlichen Doktrin als Durchbruchswaffe erfolgte. Darüber hinaus gab es keinen einzigen strategischen Durchbruch; alle erfolgreich abgeschlossenen Angriffe waren lediglich taktischer Natur. Trotzdem war der Tiger der deutsche Panzer, dem die Gegner den meisten Respekt entgegenbrachten. Gewöhnlich traten feindliche Panzerfahrzeuge, sobald sie Tiger-Panzer gesichtet hatten, umgehend den Rückzug an. Vor allem bei den Westalliierten führte sein Erscheinen an der Front nicht selten zu panikähnlichen Zuständen. Während der Landung in der Normandie waren Tiger-Einheiten die einzigen deutschen Verbände unterhalb der Divisionsebene, die in den strategischen Lagekarten der Alliierten verzeichnet waren. In einem von General Eisenhower für das Kriegsministerium erstellten Bericht amerikanischer Soldaten schildern diese ausführlich die Überlegenheit des Tiger gegenüber ihren Panzern. Auch Feldmarschall Montgomery war sich bewusst, dass der Tiger einen negativen Einfluss auf die Moral seiner britischen Truppen ausübte. Laut dem Autor Horst Scheibert ist der heutige legendäre Ruf des Tigers aber mehr der alliierten Berichterstattung sowie der Rezeption der ausländischen Militärliteratur geschuldet als tatsächlich realistisch begründet.

## Existierende Exemplare
Im Panzermuseum Bovington steht das einzige noch fahrtüchtige Exemplar. Der Panzer der Schweren Panzer-Abteilung 504 wurde am 24. April 1943 in Tunesien zwischen Medjez el Bab und Montarnaud durch das 142nd Regiment Royal Armoured Corps und 2nd Sherwood Foresters erbeutet.
Weitere Exemplare befinden sich im Deutschen Panzermuseum, im Musée des Blindés, im Panzermuseum Kubinka, in Vimoutiers, in der U.S. Army Armor and Cavalry Collection, im Australian Armour & Artillery Museum.

## Abwandlungen

### Panzerbefehlswagen
Im Gegensatz zu den anderen deutschen Panzerkampfwagen gab es vom Tiger kaum Abarten. Die häufigste war mit 89 Stück der Panzerbefehlswagen, der von außen nur durch eine zusätzlich auf dem Turm angebrachte Sternantenne zu erkennen war. Als Veränderung entfiel das koaxiale Turm-MG, und die Munition wurde von 92 auf 66 Granaten reduziert. Stattdessen war ein zusätzliches Funkgerät im Turm verbaut, das vom Ladeschützen als zweitem Funker bedient wurde.

### Sturmtiger
Beim Sturmtiger handelte es sich um einen schwer gepanzerten Sturmpanzer, bei dem ein abgeschrägter Kastenaufbau auf dem Tiger-Fahrgestell aufgesetzt wurde. Die Hauptbewaffnung war ein 38-cm-Raketenmörser, dessen Geschosse eine enorme Wirkung im Ziel entfalteten. Von dem 66 Tonnen schweren Fahrzeug wurden lediglich 18 Stück hergestellt.

### Bergetiger

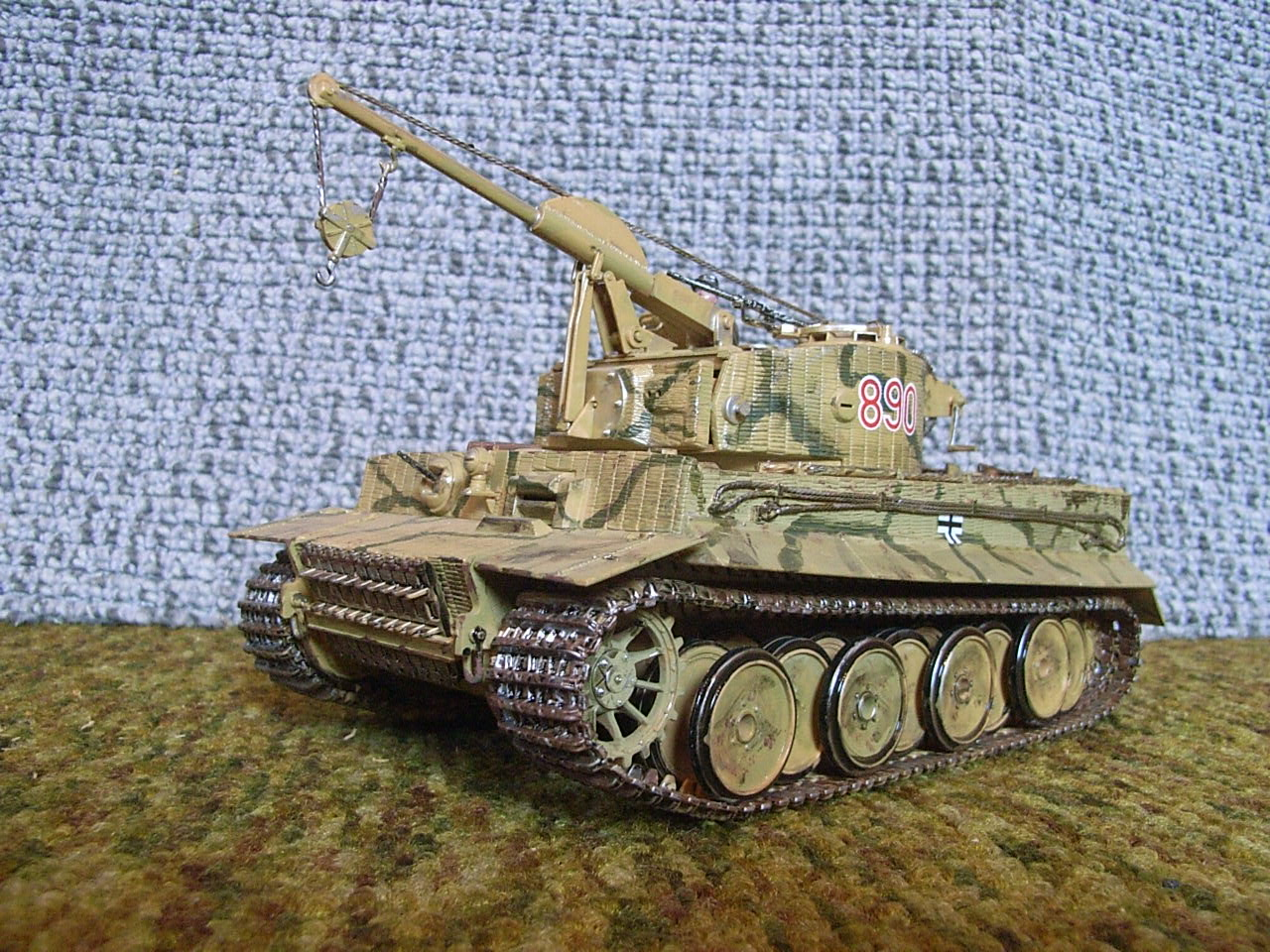
Modell eines Bergetigers

Bei dem sogenannten Bergetiger handelt es sich um ein einzelnes, fotografisch belegtes Fahrzeug, welches als Truppenumbau bei der schweren Panzer-Abteilung 508 in Italien mit Beschädigungen von den amerikanischen Streitkräften erbeutet wurde. Bei diesem Fahrzeug war die Hauptwaffe entfernt und stattdessen am Turm eine Aufhängung für einen kleinen Kran montiert worden, der allerdings nur leichte Lasten heben konnte. Dieses Fahrzeug wird in vielen Publikationen als Bergetiger erwähnt, wobei jedoch auch teilweise angenommen wird, dass das Fahrzeug die Aufgabe hatte, Sprengladungen zum Räumen von Minengassen zu legen. Es gibt keine zeitgenössischen Unterlagen, die dies noch klären könnten.
Weiterhin wird in der Literatur darüber berichtet, dass bei der schweren Panzer Abteilung 509 drei Tiger I zu „Bergetigern“ umgerüstet worden wären, angesichts der Aussage, dass diese drei Fahrzeuge im September 1944 an die schwere Panzer-Abteilung 501 übergeben worden sind, liegt die Annahme nah, dass es sich um eine Umbauaktion mit Fahrgestellen handelte, die erst im Juni 1944 im Rahmen einer Neuausrüstung mit Tiger I an diese Einheit gingen. Möglicherweise handelte es sich, wie bei anderen Panzertypen um turmlose Fahrzeuge, bei denen die Türme irreparabel beschädigt worden waren. Es liegen keine fotografischen Unterlagen vor, welche die Meldungen der Abteilung bestätigen.

#### Exkurs Berge-Panzer VI
Aus den zur Verfügung stehenden Fahrgestellen des Porsche-Tigers wurden fünf Stück als Bergepanzer umgebaut. Der Umbau der Antriebsanlage erfolgte wie beim Jagdpanzer Elefant, jedoch erhielt das Fahrzeug nicht die Zusatzpanzerung und statt des großen Aufbaus nur einen niedrigen Aufbau am Heck, in dem zur Selbstverteidigung ein MG 34 eingebaut war. Das Fahrzeug verfügte über einen kleinen Kran, aber nicht über eine leistungsfähige Bergetechnik.

### Projekte
Nach den schweren Straßenkämpfen in Stalingrad kam es zu dem Vorschlag, drei Porsche-Fahrgestelle zu Rammpanzern umzubauen. Das mit einer rundherum geschlossenen und nach allen Seiten stark abgeschrägten Panzerung versehene Fahrzeug sollte mit seiner spitz zulaufenden Frontramme Gebäude zum Einsturz bringen. Das Projekt wurde ebenso eingestellt wie der Plan, zwei Tiger-Fahrgestelle als Lastenträger für eine dazwischenliegende 24-cm-Kanone 4 zu verwenden oder vom Tiger eine Version als Sturmgeschütz mit der auch im Nachfolgemodell Tiger II bzw. „Königstiger“ verwendeten 8,8-cm-KwK 43 herzustellen.
Auch für das Serienmodell gab es Pläne zur Kampfwertsteigerung. So kam es im Sommer 1942 zu Untersuchungen, ob die Frontpanzerung auf 120 mm verstärkt werden könne. Im Herbst 1943 wurde ein Fahrzeug zur Verstärkung der Feuerkraft mit der KwK 43 aus dem „Königstiger“ ausgestattet. Wegen der anfänglichen massiven Probleme mit den Schaltgetrieben wurde im Oktober 1942 ein Tiger mit einem 12-Gang-Elektrogetriebe von ZF ausgerüstet, das die Schaltvorgänge elektrisch durchführte. Bezüglich einer verbesserten Kraftübertragung wurde auch der Einbau von Strömungsgetrieben der Firma Voith untersucht. Alle genannten Projekte wurden nicht weiter verfolgt.
Im Rahmen der Erhöhung der spezifischen Leistung kam es zu mehreren Entwicklungen mit stärkeren Motoren. In Versuchen konnte mittels Direkteinspritzung die Leistung des Maybachmotors von 700 auf 800 PS gesteigert werden. Die nächste Entwicklungsstufe führte zu einem 1000-PS-Motor mit Aufladung, von dem ein Versuchsmodell in einen Tiger eingebaut, aber nicht getestet wurde. Eine Version dieses Aggregates kam nach dem Krieg in einem französischen AMX-50-Prototyp zum Einbau. Aufgrund des Kriegsverlaufes blieben diese Versuche, ebenso Projekte wie ein 12-Zylinder-Dieselmotor mit 800 PS von Argus, ein luftgekühlter 16-Zylinder-X-Motor von Porsche, der auf dem Prüfstand eine Leistung von 1500 PS erreichte, ein 12-Zylinder-Ottomotor mit 900 PS von der Auto Union AG, ein 12-Zylinder-Ottomotor mit 1050 PS von Adler sowie ein neuartiges Antriebskonzept von Porsche mit einer 1000 WPS starken Gasturbine, unvollendet.

## Technische Daten
| Technische Daten des Panzerkampfwagen VI Tiger | |
| Allgemeine Eigenschaften                       | |
| Klassifikation                                 | Schwerer Panzer |
| Prototyp-Bezeichnung / Sd. Kfz. Nr.            | VK 45.01 (H) / 181 |
| Chefkonstrukteur                               | Dr.-Ing. Erwin Aders (Henschel & Sohn, Kassel) |
| Gefechtsgewicht                                | 57 Tonnen |
| Länge über alles mit Kanone / ohne Kanone      | 8,45 m / 6,31 m |
| Breite                                         | 3,54 m |
| Höhe                                           | 3 m (mit späterer Panther-Kuppel = 2,88 m) |
| Bewaffnung                                     | |
| Hauptbewaffnung                                | 8,8-cm-KwK 36 |
| Sekundärbewaffnung                             | 2 × MG 34 |
| Munitionsvorrat                                | KwK: 92 Schuss MG: 5850 Schuss (39 Gurtsäcke zu je 150 Patronen) |
| Rohrlänge (KwK)                                | 4,93 m |
| Gewicht (KwK)                                  | 1,35 t |
| Rohr-Lebensdauer                               | 6000 Schuss |
| Preis (KwK)                                    | 22.000 RM (heute etwa 100.000 EUR) |
| Panzerung                                      | |
| Wannenfront                                    | 100 mm / 81° (Fahrerfront) |
| Wannenseite (Aufbau)                           | 80 mm / 90° |
| Wannenseite unten (Laufwerk)                   | 60 mm / 90° |
| Wannenheck                                     | 80 mm / 90° |
| Wannenboden                                    | 25 mm |
| Turmfront                                      | 100 mm / 80° (Blende 110 mm) |
| Turmseite                                      | 80 mm / 90° |
| Turmheck                                       | 80 mm / 90° |
| Turmdecke                                      | 25 mm |
| Antrieb und Fahrleistungen                     | |
| Motor                                          | wassergekühlter Zwölfzylinder-Ottomotor Typ Maybach HL 230 P45, V-Motor mit 60° Bankwinkel und vier Fallstrom-Registervergasern (aus vier Doppelvergasern), je Zylinderbank ein Bosch-Magnetzünder, Trockensumpfschmierung, Ölinhalt 28 Liter |
| Bohrung × Hub                                  | 130 × 145 mm |
| Hubraum                                        | 23 l |
| Leistung                                       | 700 PS bei 3000 min−1 (Dauerleistung: 650 PS bei 2800 min−1) |
| Gewichtsbezogene Leistung                      | 12,3 PS/t |
| Höchstgeschwindigkeit Straße / Gelände         | 45 / 20 km/h |
| Kraftstoffvorrat                               | 540 l |
| Reichweite Straße / Gelände                    | 100 km / 60 km (andere Angaben: 195 km / 110 km) |
| Kettenbreite                                   | 72 cm |
| Bodendruck                                     | 1,03 kg / cm² |
| Bodenfreiheit                                  | 47 cm |
| Steigfähigkeit                                 | bis zu 35° |
| Wattiefe                                       | 1,60 m |
| Grabenüberschreitfähigkeit                     | 2,50 m |

Anmerkungen zur Tabelle „Technische Daten“
1. ↑  Unterschiedliche Angaben: Von Senger und Etterlin (Die deutschen Panzer 1926–1945.) gibt 3920 Patronen an.
 Im Referenzwerk von Spielberger (Der Panzerkampfwagen Tiger und seine Abarten.) zeigen die technischen Zeichnungen nur 32 Gurtsäcke = 4800 Patronen.
2. ↑  In den ersten 250 Fahrzeugen: Maybach HL 210 P45 (21 Liter Hubraum, 650 PS bei 3000 min−1)
3. ↑  Bei Reichweite und Kraftstoffverbrauch gibt es zwei höchst unterschiedliche Angaben:
• 195 km / 110 km geben Jentz (Tiger I & II: Kampf und Taktik) und Spielberger (Der Panzerkampfwagen Tiger und seine Abarten) an, wobei letzterer folgenden Kraftstoffverbrauch auf 100 km angibt: 270 l auf Straße und 480 l im Gelände.
• 100 km / 60 km geben Scheibert (Die deutschen Kampfpanzer 1935–1945), Queißner (Die Tiger-Familie) und von Senger und Etterlin (Die deutschen Panzer 1926–1945.) an, wobei der Verbrauch auf 100 km mit 535 l auf Straße und 935 l im Gelände angegeben wird. Da Spielberger (Der Panzerkampfwagen Tiger und seine Abarten.) in seinem Standardwerk eigenartigerweise für den Henschel-Prototyp im Gegensatz zu dem Serien-Modell ebenfalls diesen Wert angibt, erscheint die Reichweite 100 / 60 km am wahrscheinlichsten.

## Verweise